# Łuk jarzmowy

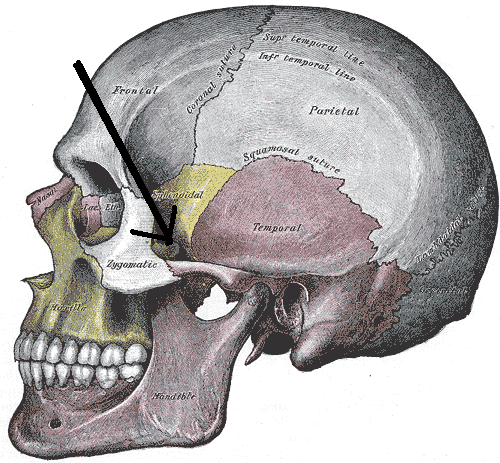
Łuk jarzmowy i szew skroniowo-jarzmowy wskazane strzałką.

Łuk jarzmowy (łac. arcus zygomaticus) – twór kostny czaszki. Znajduje się w okolicy szwu skroniowo-jarzmowego, gdzie łączą się 2 wyrostki kostne: wyrostek jarzmowy kości skroniowej oraz wyrostek skroniowy kości jarzmowej.
Na łuku jarzmowym oraz dolnym brzegu kości jarzmowej znajduje się przyczep początkowy części powierzchownej mięśnia żwacza.
Przechodzi tu ścięgno mięśnia skroniowego.